# Acacia loderi
Acacia loderi — вид квіткових рослин з родини бобових. Ареал: Австралія (Вікторія, Південна Австралія, Новий Південний Уельс).

## Середовище
Росте на солонцюватих коричневих і червоноземних ґрунтах, у низьких лісах і високих чагарниках. Великі старі особини особливо чутливі до загибелі вогнем. Підстилка з кори, гілок, гілок і рослинного матеріалу, що переноситься вітром, накопичується біля основи рослин, горить під час пожежі, вбиваючи рослини, навіть якщо полог ледь обгорів.

## Біоморфологічна характеристика
Густий багатостовбурний кущ до 3–5 м заввишки, що дозріває в дерево до 10 м заввишки. Кора сіра. Філодії від блідо-сіро-зеленого до зеленого кольору, дуже вузькі й довгі, у довжину 5–11 см і вшир 0,9–2,5 мм. Яскраво-жовті квітки з'являються навесні (з серпня по жовтень).